# 305. Infanterie-Division
La 305. Infanterie-Division fu un'unità della Wehrmacht che  venne costituita nel dicembre 1940 durante la Seconda guerra mondiale con personale provenienti dalla Svevia per svolgere inizialmente compiti di presidio in Francia. Nell'inverno 1941-42 venne trasformata in unità d'assalto e trasferita d'urgenza sul fronte orientale per rafforzare lo schieramento tedesco.
La divisione partecipò all'operazione Blu nell'estate 1942 e venne coinvolta nella drammatica battaglia di Stalingrado; dopo essere uscita decimata dai sanguinosi e terrificanti combattimenti ravvicinati nell'area urbana della città sul Volga, i resti della 305. Divisione furono, insieme alle altre unità della 6. Armee, accerchiati e distrutti nell'inverno 1942-43 dall'Armata Rossa.
Ricostituita in Francia nella primavera del 1943, venne inviata in Italia dove contribuì alla rapida disgregazione dell'esercito dell'ex-alleato con l'operazione Achse, quindi prese parte alla lunga e costosa difesa della penisola contro gli alleati anglo-sassoni, terminando la guerra con la resa di tutte le forze tedesche in Italia nella primavera 1945.

## Storia
La 305. Infanterie-Division venne originariamente costituita dal 15 dicembre 1940 come divisione statica di presidio nel quadro della tredicesima ondata (welle) di mobilitazione; la nuova formazione, organizzata a Ravensburg con soldati reclutati in Svevia nel Wehrkreis V (sede a Stoccarda), inizialmente svolse compiti di controllo della linea di demarcazione con la Francia sul fronte occidentale e venne schierata nella regione dell'estuario della Gironda e di Libourne-Ruffec.
La critica situazione dell'esercito tedesco sul Fronte orientale nell'inverno 1941-42 a causa del fallimento finale dell'operazione Barbarossa e della inattesa controffensiva generale dell'Armata Rossa, costrinse l'alto comando della Wehrmacht a trasferire con urgenza in Russia il maggior numero possibile di unità di riserva; inoltre venne deciso di organizzare nuove divisioni. Nel quadro di questi programmi di emergenza, anche la 305. Infanterie-Divisione nel febbraio-marzo 1942 fu riorganizzata e rafforzata; la divisione venne trasformata in unità offensiva in vista del trasferimento all'est. A maggio 1942 quindi la 305. Infanterie-Division fu trasportata sul fronte orientale e assegnata alla 6. Armee del Gruppo d'armate Sud che era schierato nell'Ucraina orientale.
La divisione prese subito parte, insieme alle altre formazioni della 6. Armee del generale Friedrich Paulus, alla violenta seconda battaglia di Char'kov per contrastare una nuova controffensiva sovietica, e poi ai successivi attacchi locali tedeschi nella regione del Donec, preliminari alla operazione Blu, la grande offensiva estiva della Wehrmacht nel settore meridionale del Fronte orientale che ebbe inizio il 28 giugno 1942. Nelle fasi iniziali della grande offensiva, la 305. Infanterie-Division prese parte alla rapida avanzata e ai combattimenti sull'Oskol, poi sul Don e sul Čir; nella seconda metà di settembre ricevette l'ordine di entrare nell'area di operazioni della 6. Armee a Stalingrado dove era in corso dal 13 settembre una violentissima battaglia nella zona urbana contro i tenaci difensori sovietici.

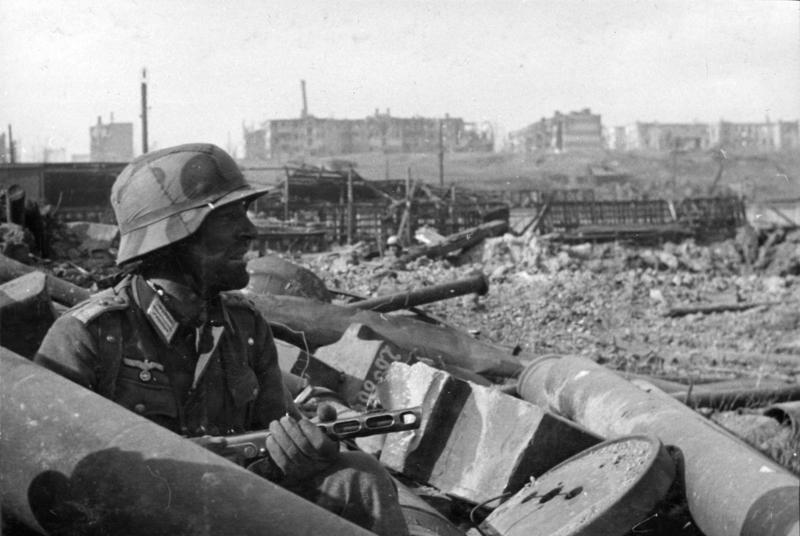
Ufficiale tedesco armato con PPŠ-41 russo durante gli scontri tra le rovine della città di Stalingrado; si tratta del capitano Wilhelm Traub, comandante del battaglione di genieri della 305. Infanterie-Division; disperso in azione il 5 gennaio 1943.

Dal 14 ottobre 1942, la 305. Infanterie-Division, guidata dal generale Kurt Oppenländer, entrò in combattimento, insieme alle altre formazioni del cosiddetto kampfgruppe Jaenecke, nel settore settentrionale delle grandi fabbriche di Stalingrado e partecipò ai cruenti combattimenti per la conquista della fabbrica di trattori. Dopo scontri prolungati e sanguinosi, i soldati della divisione riuscirono a conquistare l'interno delle officine distrutte della grande fabbrica. Dal 16 ottobre 1942 la 305. Infanterie-Division discese a sud lungo il Volga e attaccò anche la fabbrica di cannoni "Barricate" dove incontrò la resistenza accanita della 308ª Divisione fucilieri sovietica; la formazione tedesca riuscì a occupare gran parte della fabbrica ma uscì decimata dai micidiali combattimenti ravvicinati che continuarono fino al 28 ottobre 1942. La divisione, passata al comando del generale Bernhard Steinmetz, inoltre subì ulteriori perdite a partire dall'11 novembre, nell'ultima serie di attacchi sferrati dai tedeschi contro i residui nuclei di resistenza nemici; entro il 18 novembre anche l'operazione Hubertus, si concluse con un fallimento per la 6. Armee.
I soldati svevi della 305. Infanterie-Division si trovavano alle dipendenze del LI Corpo d'armata nel settore devastato delle grandi fabbriche alla vigilia dell'operazione Urano, la controffensiva generale dell'Armata Rossa iniziata il 19 novembre 1942; i reparti erano impegnati in una logorante e continua serie di piccoli scontri con i difensori sovietici abbarbicati nelle rovine. La divisione era ormai fortemente esaurita dopo gli sfibranti combattimenti nelle fabbriche dei quartieri settentrionali di Stalingrado e non era più ritenuta in grado di svolgere missioni offensive. Secondo i documenti tedeschi, era costituita da solo sei battaglioni di fanteria, di cui due deboli e quattro completamente esauriti; il 12 novembre 1942 i suoi effettivi, la cosiddetta "forza vettovagliata", erano di 6.863 uomini ma la reale forza combattente era di appena 2.915 soldati.
La 305. Infanterie-Division inizialmente non venne coinvolta dalla controffensiva generale sovietica del 19 novembre 1942 che travolse le linee dell'Asse sul corso medio del Don e nella regione dei laghi a sud di Stalingrado; come le altre divisioni del LI Corpo d'armata che si erano logorate in due mesi di combattimenti nell'area urbana della città, anche la formazione sveva rimase ferma sulle posizioni, agganciata nelle rovine impegnata in quotidiane scaramucce, e quindi venne accerchiata insieme all'intera 6. Armee dopo la chiusura della manovra a tenaglia dell'Armata Rossa il 23 novembre 1942. Durante l'assedio, la divisione asserragliata nelle sue posizioni non subì grandi attacchi e poté in parte trovare riparo per l'inverno, soffrendo in misura minore rispetto alle formazioni schierate all'aperto sulla steppa sui fronti occidentali e meridionali della sacca di Stalingrado.

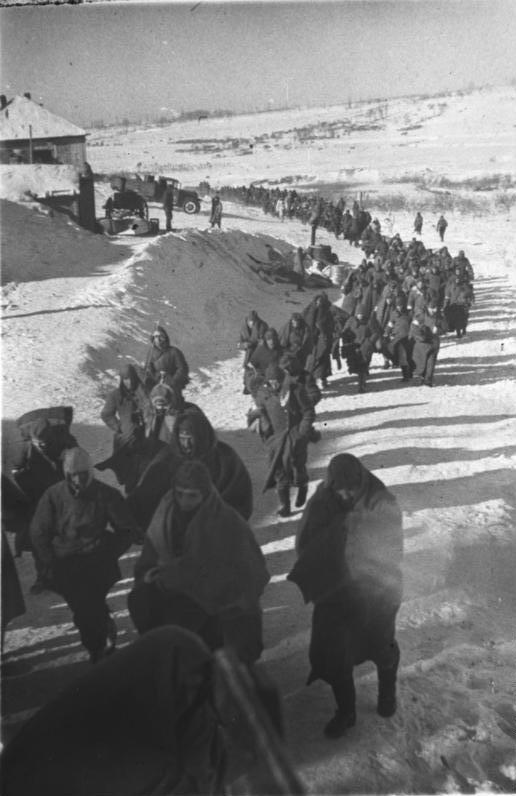
Colonne di prigionieri tedeschi della 6ª Armata; la 305. Infanterie-Division venne completamente distrutta nella grande battaglia di Stalingrado

La situazione della 6. Armee accerchiata divenne drammatica a partire dall'inizio dell'operazione Anello il 10 gennaio 1943; l'Armata Rossa avanzò da ovest verso est respingendo i resti delle divisioni tedesche verso le rovine di Stalingrado dove erano rimaste le formazioni del LI Corpo, tra cui la 305. Infanterie-Division che aveva difeso con successo le sue posizioni all'interno delle grandi fabbriche, resistendo fino agli ultimi giorni della battaglia ai continui attacchi sovietici. Alla fine del mese di gennaio la "fortezza Stalingrado" venne frammentata in due parti e i resti della 305. Infanterie-Division rimasero bloccati nella sacca settentrionale che, al comando del XI Corpo d'armata del generale Karl Strecker, cercò di prolungare la resistenza anche dopo la resa del feldmaresciallo Paulus il 31 gennaio 1943. Continuare a combattere era ormai impossibile: il 2 febbraio 1943 anche la sacca dell'XI Corpo cedette le armi e i superstiti furono fatti prigionieri dai sovietici; la 305. Infanterie-Division quindi scomparve nella catastrofe e il generale Steinmetz fu tra gli ufficiali superiori catturati.
Adolf Hitler decise ben presto di ricostituire anche per scopi di propaganda bellica le divisioni distrutte a Stalingrado e quindi già nel marzo 1943 iniziò il programma di formazione della nuova 305. Infanterie-Division intorno al nucleo di superstiti evacuati dalla sacca e del personale che si era trovato in licenza all'inizio dell'offensiva sovietica. La nuova divisione venne ricostituita in Francia, originariamente in Bretagna, ma in aprile venne trasferita tra Amiens e Boulogne-sur-Mer. A maggio 1943, di fronte all'evidenza di segni di cedimento dell'Italia fascista, il principale alleato del Terzo Reich, l'alto comando della Wehrmacht decise di inviare la 305. Infanterie-Division nel sud della Francia, nella regione di Nizza, per sostituire le truppe della 4ª Armata italiana di cui era previsto il rimpatrio.
La subitanea caduta di Mussolini e del fascismo il 25 luglio 1943, costrinsero Hitler e l'alto comando tedesco a prendere immediate contromisure per fronteggiare una possibile defezione dell'alleato dell'Asse; nel quadro del programma di trasferimento rapido del maggior numero possibile di formazioni nella penisola, fin dalla notte del 26 luglio, la 305. Infanterie-Division ricevette l'ordine di marciare subito, dal 27 luglio, verso la Liguria. La divisione, comandata dal generale Friedrich-Wilhelm Hauck, scese dai treni al confine francese e proseguì a piedi in direzione di Genova, ma l'improvviso arrivo del reparto suscitò le vivaci proteste dell'alto comando italiano. Dopo un incontro tra il feldmaresciallo Albert Kesselring e i generali italiani il 1 agosto 1943, i problemi furono superati e la 305. Infanterie-Division fu autorizzata ad entrare in Italia, la divisione marciò verso Genova e quindi arrivò nella zona di La Spezia tra il 16 e il 30 agosto. L'armistizio dell'8 settembre scatenò l'immediata e violenta reazione tedesca, l'alto comando attivò subito il piano Achse e le forze della Wehrmacht stanziate in Italia procedettero rapidamente ad attaccare e disarmare le unità italiane. L'operazione si concluse in pochi giorni con pieno successo; la 305. Infanterie-Division entrò in azione dal 10 settembre 1943 e occupò il porto di La Spezia sopraffacendo senza difficoltà le divisioni italiane "Rovigo" e "Alpi Graie", non fu possibile invece impedire la partenza della flotta da guerra italiana.
Dopo la conclusione dell'operazione Achse, una parte delle divisioni tedesche stanziate nell'Italia settentrionale furono richiamate a sud per rinforzare il Gruppo d'armate C del feldmaresciallo Kesselring impegnato in una strenua difesa sulla cosiddetta linea Gustav contro l'avanzata degli Alleati. La 305. infanterie-Division quindi venne trasferita a sud di Roma ed entrò a far parte della 10. Armee; la divisione prese posizione nel settore adriatico del fronte difensivo tedesco e nei mesi di novembre e dicembre 1943 fu impegnata in duri combattimenti soprattutto contro reparti del Corpo di Spedizione Francese del generale Alphonse Juin sulle montagne a nord di Venafro. La 305. perse qualche posizione, ma nel complesso riuscì a mantenere la coesione del suo fronte e contenne la spinta del nemico.
Durante l'inverno 1943-44 e alla vigilia dell'operazione Diadem, la grande offensiva alleata che avrebbe permesso di sfondare la linea Gustav e liberare Roma, la 305. Infanterie-Division rimase schierata nel settore orientale del fronte tedesco; il generale Hauck, comandante della divisione, prese la direzione delle difese tra il monte Meta e la costa adriatica con la 305. Division, la 334. Infanterie-Division e la 114. Jäger-Division. Questo settore della linea Gustav non venne attaccato dagli Alleati, ma dopo il crollo delle difese occidentali, tutto lo schieramento tedesco batté in ritirata verso nord e la 305. Infanterie-Division raggiunse alla fine dell'estate 1944 la Linea Gotica, la nuova posizione difensiva della Wehrmacht in Italia.
Nell'ultimo periodo della guerra, la 305. Infanterie-Division continuò a combattere sul fronte italiano, inquadrata nel LI Corpo d'armata da montagna della 10. Armee; nonostante le continue perdite, la divisione, rinforzata da reparti provenienti da altre formazioni, rimase in azione durante l'inverno 1944-45 e a gennaio 1945 era schierata nel settore di Bologna. La fine del conflitto con la sconfitta della Germania era ormai inevitabile; la 305. infanterie-Division venne compresa nella resa generale delle truppe tedesche nella penisola e cedette le armi alla fine di aprile 1945 nella regione del Po.

## Teatri d'operazione
- Germania: dicembre 1940-luglio 1941
- Francia: luglio 1941-Maggio 1942
- Fronte orientale, settore sud: maggio 1942-ottobre 1942
- Stalingrado: ottobre 1942-febbraio 1943
- Francia: marzo 1943-agosto 1943
- Italia: agosto 1943-Maggio 1945

## Ordine di battaglia
1942
- Infanterie-Regiment 576
- Infanterie-Regiment 577
- Infanterie-Regiment 578
- Artillerie-Regiment 305
- Pionier-Bataillon 305
- Panzerjäger-Abteilung 305
- Nachrichten-Abteilung 305
- Versorgungseinheiten 305

1944
- Grenadier-Regiment 576
- Grenadier-Regiment 577
- Grenadier-Regiment 578
- Füsilier-Bataillon 305
- Artillerie-Regiment 305
- Pionier-Bataillon 305
- Panzerjäger-Abteilung 305
- Nachrichten-Abteilung 305
- Feldersatz-Bataillon 305
- Versorgungseinheiten 305

## Comandanti
- Generalleutnant Kurt Pflugradt (15 dicembre 1940 – 12 aprile 1942)
- Generalleutnant Kurt Oppenländer (12 aprile 1942 – 1 novembre 1942)
- Generalleutnant Bernhard Steinmetz (1 novembre 1942 – 31 gennaio 1943)
- General der Artillerie Friedrich-Wilhelm Hauck (5 marzo 1943 – dicembre 1944)
- Oberst Friedrich Trompeter (dicembre 1944)
- Generalmajor Friedrich von Schellwitz (29 dicembre 1944 – 8 maggio 1945)